# Fraternité du Sanctissime Christ de l'Amour
La Fraternité Amour est une fraternité de pénitents sévillane.
 
Son nom complet  est :

Primitiva Archicofradía Pontificia y Real Hermandad de Nazarenos de la Sagrada Entrada de Jesús en Jerusalén, Santísimo Cristo del Amor, Nuestra Señora del Socorro y Santiago Apóstol 

que se peut traduire par:

Ancienne Archiconfrérie Pontificale et Royale Fraternité de Pénitents de L'Entrée Sacrée de Jésus dans Jérusalem, Sanctissime Christ de l'Amour, Notre-Dame du Secours et Saint Jacques Apôtre.

souvent abrégé en L'Amour, El Amor.
En temps ordinaire, les statues des mystères portés par les Pasos se trouvent dans l'église du Divin Sauveur.

## Histoire
Son nom rappelle que la fondation est le fruit de l'union de deux anciennes confréries: celle de l'Entrée Sacrée à Jérusalem et celle de l'Amour et du Secours.
En 1508, est mentionnée l'existence d'une Confrérie du Très Saint Amour du Christ, Mère de Dieu du Secours et de Saint Jacques, ayant pour but d'aider les prisonniers par l'exercice de la charité au nom de l'Amour du Christ. Le fait qu'elle soit également placée sous le patronage de l'apôtre Jacques indique simplement que son siège était dans l'église Saint Jacques. En même temps, la guilde des arpenteurs de l'Alhóndiga créait la Fraternité de l'entrée Sainte en Jérusalem dans un hôpital qui était probablement dans le quartier Saint Romain.
Ce fut la première confrérie d'Espagne à participer à une double procession, en 1970. Pour l'anecdote, elle avait laissé le passage à la confrérie de l'Entrée en Jérusalem (connue aussi son surnom "la Borriquita" avec son cortège accompagné de ses deux pasos, partis au crépuscule sans Croix de Guide car elle avait servi pour une procession précédente.
- Elle porte le titre Ancienne car elle fut la première fraternité de Séville à se voir conférer le titre d'Archiconfrérie.
- Celui d'Archiconfrérie Pontificale par une bulle du pape Léon XII, en fait une confrérie de droit canon en 1824[5].

- Le titre Royale lui fut octroyé par le Roi Fernand VII par un décret du 8 août 1820.

## Siège
Au cours de son histoire la confrérie a été hébergée par le Couvent du Tiers-Ordre franciscain, l'Église Saint Michel, la Chapelle du Doux Nom, l'Église Saint Pierre.
Et enfin l'Église de l'Annonciation à cause du début des travaux de réhabilitation de l'Église du Sauveur. Le 27 février 2008, la fraternité revient à l'Église du Sauveur, son siège originel, depuis 1922.

## Pasos
La confrérie possède trois Pasos sur lesquels sont présentés divers mystères.

### L'entrée en Jérusalem ou la Borriquita
Le groupe sculpté représente l'Entrée de Jésus en Jérusalem sur le dos d'une Borriquita accompagné de Pierre, Jacques le Majeur y Jean portant des palmes et le peuple qui le reçoit avec des branches d'olivier.
Le Paso originel était du XIIe siècle, mais au fil du temps différents aménagements ont été faits, le dernier en date du milieu du XIXe siècle.
Porté à dos d'homme par les frères qui font pénitence, le paso est en bois recouvert de vermeil. Il est éclairé, aux quatre coins, par des candélabres. Il défile précédé de la croix de guide et de frères porteurs de bâtons de procession. 
La statue de Jésus est attribuée à Pedro Roldán (XVIe siècle) et celle de Jean est l'œuvre d'Antonio Castillo Lastrucci (es) en 1935. Les Hébreux ont été réalisés par Juan de Astorga en 1805, par Juan Abascal en 1976-1978, et par Fernando Aguado en 2014. Saint Pierre et Saint Jacques sont des œuvres anonymes provenant d'un atelier feu par un proche de Roldán. La statue de Zaccharie est d'un anonyme du XVIIe siècle.

### La Vierge du Secours
Tout au long des siècles, la Vierge est allée en procession sur divers Pasos en forme de dais, le premier du XVIIe siècle. La plus grande partie du Paso daisa été construite au XXe siècle. Recouvert de vermeil, la vierge vêtue d'un manteau de velours rebrodé d'or sous un dais assorti défile assise sur un trône. La scène est éclatée par quatre rangées de cierges. Les frères portent les bâtons de procession, et des flambeaux en argent. Les frères qui font pénitence portent le Paso à dos d'homme.
La Vierge du Bon Secours est une œuvre de Juan de Mesa, réalisée en 1618, restaurée par Juan de Astorga en 1803.
Ses mains ont été remplacées à l'identique par Antonio Castillo Lastrucci, en 1934. En 1967 nouvelle restauration par Francisco Buiza.

### Christ de l'Amour
Le Paso du Christ de l'Amour est l'œuvre de Francisco Ruiz Gijón en 1694.
Son mystère est un Christ de Procession, œuvre de Juan de Mesa, réalisé entre 1618 et 1620.

### Pénitents
Les règles 40 et 41 de la confrérie distribuent les rôles des diverses catégories de pénitents.
| - froc, masques avec capirote, gants, chaussures et chaussettes blancs - Chaussures et chaussettes noires      | - Les frères de moins de 14 ans accompagnant le Paso de L'entrée en Jérusalem. Ils sont vêtus d'un froc et d'un masque de serge blanche serré par un ceinturon de couleur paille, avec des chaussures marron clair portées avec des chaussettes blanches (ou, à la rigueur, des chaussettes et chaussures noires). À hauteur de la poitrine sera portée la croix de saint Jacques.                                                                       |
| - froc, masques avec capirotes, gants, chaussette, chaussures, noirs - Cingulaire (Cíngulo) en alfa jaune d'or | - Les frères de plus de 14 ans accompagnent le Christ de l'Amour et la Vierge du Secours. Ils portent des frocs de serge noire, avec l'écu de la confrérie épinglé à gauche à hauteur de la poitrine. Le masque du visage et le capirote haut de un mètre au moins seront noirs. Le froc sera serré d'une large ceinture de sparterie (alfa tressé) de couleur jaune d'or. À moins de rester pieds nus, chaussettes et chaussures (sans boucles) noires. |

Tout le monde défile en silence absolu, et ne peut quitter son rang au cours de la procession ou de l'office à l'église qui la suivra.

### Musique
La fraternité possède un groupe musical, La fanfare de cornets et tambours « La Colonne Sacrée et les Fouets » surnommée   « Les Cigarières » qui défile derrière la croix de guide du Pasos de l'Entrée en Jérusalem. Une autre fanfare déambule derrière le dais de Notre Dame du Secours (la Borriquita).
Aucune fanfare ne suit Le Christ de l'Amour, ce mystère représentant la mort de Jésus.

### Place dans la Procession officielle
| Prédécesseur                                  | Rang dans la procession         | Successeur      |
| --------------------------------------------- | ------------------------------- | --------------- |
| La fraternité défile en tête de la Procession | dimanche des Rameaux 1° rang    | Jésus Dépouillé |
| L' Amertume                                   | lundi après les Rameaux 9° rang | Saint Pierre    |

## Sources
- (es) Cet article est partiellement ou en totalité issu de l’article de Wikipédia en espagnol intitulé « Hermandad del Amor (Sevilla) » (voir la liste des auteurs).